# Jan Goetghebeur
Jan Goetghebeur, kloosternaam Anselmus Goetghebeur, (Oostende, 31 januari 1925) was de veertigste abt van de benedictijnenabdij van Affligem.

## Levensloop
Zoon van volksvertegenwoordiger Karel Goetghebeur was hij een van de vijf (op elf) kinderen in het gezin die een geestelijke roeping volgden.
Jan Goetghebeur was de vijfde van de acht kinderen van Karel Goetghebeur en Clotilde Van Outrijve. Er volgden later nog drie kinderen uit het tweede huwelijk van zijn vader. Hij volbracht zijn humaniorastudies aan het Onze-Lieve-Vrouwecollege in Oostende.
Op 8 september 1943 trad hij in de abdij van Affligem in en kreeg hij de kloosternaam Anselmus. Zijn tijdelijke geloften sprak hij uit op 5 oktober 1944 en op 31 juli 1949 werd hij tot priester gewijd. Op zijn 25ste werd hij assistent van de novicemeester. In 1951 ging hij studeren aan de Pauselijke Lateraanse Universiteit in Rome. In 1953 promoveerde hij tot licentiaat kerkelijk recht. Terug in Affligem werd hij achtereenvolgens huismeester, tweede econoom en novicemeester. 
Op 14 april 1962 werd hij door de 50 leden van de kloostergemeenschap verkozen tot veertigste abt van Affligem. Als wapenspreuk koos hij ‘Praesum ut prosim’ (‘Eerder dienen dan heersen’). Het waren de jaren van vernieuwingen binnen de maatschappij en binnen de Kerk. Hij interesseerde zich in het bijzonder voor de nieuwe inzichten op exegetisch, theologisch en kerkelijk gebied.
Bij de concrete toepassingen ervan, ging hij met geleidelijkheid te werk. Stilaan werd het officie in het Nederlands gezongen, terwijl voorbijgestreefde gebruiken werden achterwege gelaten. 
In 1967 werd het Cultureel Centrum opgericht, dat onmiddellijk een belangrijke rol speelde voor het passende onthaal van wie de abdij bezoekt of er komt verblijven. Vanaf 1968 nam hij opnieuw zijn doopnaam aan. 
Een nieuwe abdijkerk moest worden gebouwd. Het sobere bouwwerk werd in 1972 ingewijd.
Van 1984 tot 1994 werd abt Goetghebeur visitator en hoofd van de Vlaamse benedictijnenprovincie van de congregatie van Subiaco, waartoe de abdijen van Affligem, Dendermonde, Keizersberg (Leuven), Steenbrugge en de missie van Pietersburg in Zuid-Afrika behoren, evenals de vrouwenabdijen van Hekelgem, Bonheiden, Brugge en Gistel behoren. Hij reisde onder meer vijf maal naar de missie in Noord-Transvaal. 
Einde 1999, toen hij de langst in functie zijnde benedictijnenabt ter wereld was geworden, nam hij ontslag. Hij werd in februari 2000 opgevolgd door dom Benedictus Verschelden.
Bij de viering van de zestigste verjaardag van zijn kloosterleven, in oktober 2004, werd een fototentoonstelling gehouden waarin zijn leven werd geëvoceerd en werd hem een liber amicorum aangeboden, met een beknopte levenskroniek.